# 埃拉福尼索斯
埃拉福尼索斯（希臘語：Ελαφόνησος）是希腊伯罗奔尼撒大区拉科尼亚专区的市镇，行政中心为埃拉福尼索斯村。市镇面积为19.992平方公里，2021年人口数量为898人。
此市镇设立于2011年地方政府改革中，原埃拉福尼索斯社区升级为单独的市镇。除了埃拉福尼索斯島之外，市镇还包括周边一些小岛，以及伯罗奔尼撒半岛上的一些区域。

## 人口数据
| 年份 | 同名岛屿 | 同名社区或市镇 |
| ---- | -------- | -------------- |
| 1981 | 611      | —              |
| 1991 | 653      | 725            |
| 2001 | 625      | 745            |
| 2011 | 816      | 1,041          |
| 2021 | 743      | 898            |